# LZ 62 'L30'

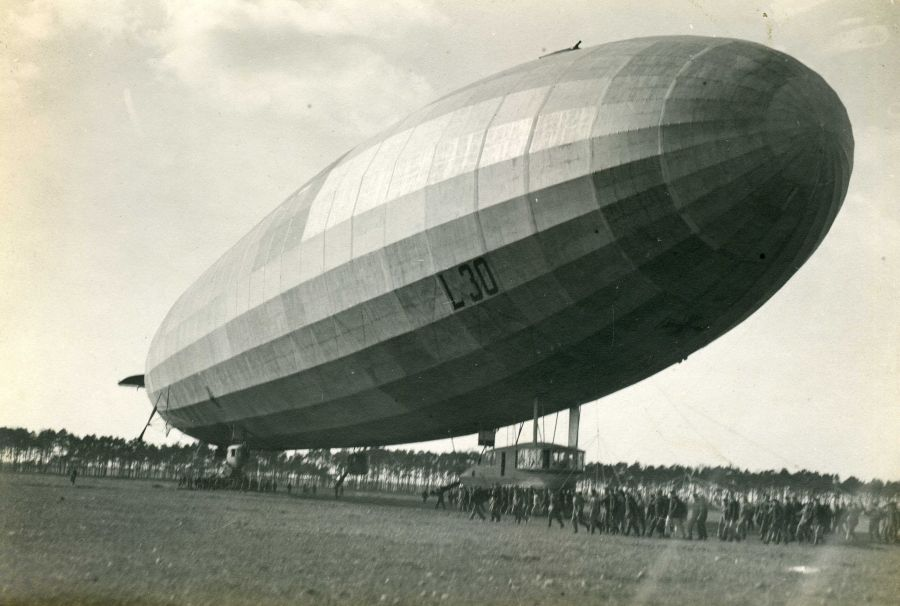
LZ 62 'L30'

De L30 was de eerste zeppelin van het nieuwe R-type. De gasinhoud van deze zeppelin was 55.000 m³, de lengte 198 m en de breedte 23,93 m. Het totaal hefvermogen van 64.000 kg kon bereikt worden bij 100% vulling. De L30 had een leeggewicht van 36.138 kg, maar latere eenheden van dit type hadden een leeggewicht van slechts 31.592 kg. Op kruissnelheid (80 km/h) kon men 7400 km afleggen, dus kon men in principe de Atlantische Oceaan oversteken.

## Geschiedenis
In 1915 werd door de Duitse Marine aan Luftschiffbau Zeppelin GmbH en Luftschiffbau Schütte-Lanz GmbH een 'verlanglijstje' van specificaties voor een nieuw luchtschiptype afgeleverd. Deze stelden dat het nieuwe type minstens 55.000 m³ groot moest zijn, met 6 motoren van het nieuwe Maybach H en een actieradius van minstens 7000 km. Op 28 mei 1916 werd dan eindelijk het eerste prototype van het nieuwe type 'R' aan de Keizerlijke Marine afgeleverd. Men installeerde de zeppelin met serienummer LZ 62 op Alhorn. En op 23 september kwam voor de L30 – want zo noemde men deze zeppelin – de eerste oorlogsorder binnen. Toen vertrokken 12 luchtschepen van de Marine op 'Angriff' op Engeland, waarvan 4 zeppelins van het nieuwe 'R'-type. Van Alhorn vertrokken 3 van die Super-Zeppelins, namelijk de L30, L31 en de L32. De L30, onder bevel van Hors van Buttlar, kreeg navigatieproblemen en zou zijn doel niet bereiken. Op 12 maart 1917 kruiste de L30 langzaam boven de stad ter ere van de oude graaf. Op 21 juni 1919 vernielden de zeppelinbemanningen van sommige bases de luchtschepen die anders aan de geallieerden uitgeleverd moesten worden. De L30 ontsnapte aan die vernielzucht. In 1920 werd het schip gedemonteerd en in kratten verpakt naar Brussel gestuurd. België was niet in het bezit van grote luchtschiploods, dus kon men het niet opnieuw opbouwen. Twee gondels, een Maybach HSLu-motor en een Telefunken-generator staan nu nog in het Koninklijk Museum voor het Leger en de Krijgsgeschiedenis in Brussel.